# Lorenz Niemeyer
Lorenz Niemeyer (auch: Lorens Niemeyer, Lorentz Niemeyer, Laurentius Niemeier oder Laurentius Niemejer sowie  Laurentz Niemeier und weitere Namensvarianten; * 9. November 1594 in Hannover; † vor oder im November 1663 ebenda) war ein deutscher Offizier, Kommunalpolitiker, Unternehmer und Mühlenherr.

## Leben
Niemeyer wurde Ende des 16. Jahrhunderts als Sohn des Predigers und evangelischen Pastors an der Aegidienkirche Georg Niemeier (mit dem Buchstaben „i“ im Namen anstelle eines „y“) sowie dessen Ehefrau Caecilia Klasings geboren. Seinen Vater verlor er früh durch die Pest im Jahr 1598.
Im Dreißigjährigen Krieg verband sich Niemeyer um das Jahr 1622 für rund 32 Jahre „ohn Ehesegen“ mit Dorothea Mehlbaum (um 1588–1654), Tochter des hannoverschen Bürgers und Brauers Mehlbaum und der Margarete Vol(.)mers.
Gegen Kriegsende 1648 ließ Laurentius Niemeyer eine Ölgemälde mit dem Bildnis seines ein halbes Jahrhundert zuvor verstorbenen Vaters anfertigen, das später seinen Weg aus der Aegidien- in die Marktkirche fand.
Ab 1659 bis 1677 war Lorentz Niemeyer – wenngleich schon 1663 verstorben – als Feuerherr der Stadt verzeichnet. Er war zudem Hauptmann, Vorsteher der Geschworenen im Hannoverschen Rat und erster Kämmerer des unterdessen zur Residenzstadt gewachsenen Ortes.
Unterdessen hatte sich Niemeyer mit dem Unternehmer und einem der ersten Frühkapitalisten Johann Duve zusammengetan, um im Jahr 1660 von der Stadtverwaltung einen über 10 Jahre laufenden Pachtvertrag sowohl über die Klickmühle als auch die Brückmühle abzuschließen.
Nach dem Tod seiner ersten, 66 Jahre alt gewordenen Ehefrau im Jahr 1654 heiratete Lorenz Niemeyer die Elisabeth Stoters, Tochter eines Bürgers und Brauers sowie Diakonen der Kreuzkirche sowie der Margarete Heckenbergs.

## Grabstein
Unmittelbar nach dem Tode Niemeyers fertigte der Bildhauer Peter Köster im November 1663 für den Verstorbenen und seine beiden Frauen einen Grabstein bzw. ein Wandmal, das von seinem ehemaligen Standort auf dem Alten St.-Nikolai-Friedhof nun als denkmalgeschütztes Epitaph oder Grabstele an der Außenseite der Südwand der Marktkirche angebracht wurde. Von dem ehemals auf dem „Nikolai-Kirchhof“ aufgestellten Bildwerk hat sich eine 1909 im Lichtdruck vervielfältigte Fotografie erhalten.

## Archivalien (Auswahl)
Archivalien von und über Lorenz Niemeyer finden sich
- im Stadtarchiv Hannover beispielsweise als
  - Verzeichnis der Bürgermeister, Ratsherren und sonstigen Mandatsträger der Stadt, 1390 – 1831, Archivsignatur NAB 8237[2]
  - Pachtvertrag vom 20. März 1660 über die beiden städtischen Mühlen, Urkunden-Abteilung I, Nummer 1916 (1. Ausfertigung), Nummer 1915 (2. Ausfertigung)[2]